# Pasiphaea ecarina
Pasiphaea ecarina is een garnalensoort uit de familie van de Pasiphaeidae. De wetenschappelijke naam van de soort is voor het eerst geldig gepubliceerd in 1969 door Crosnier.